# Macaz

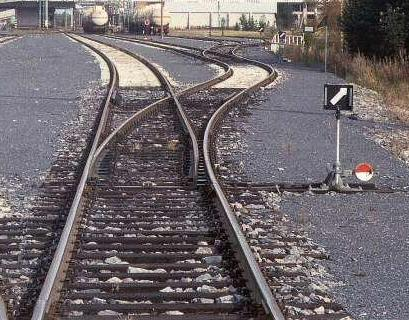
Macaz

Macazul (din turcă makas cu sensul de foarfece, în bulgară маказ) sau schimbătorul de cale simplu este un dispozitiv montat la bifurcarea a două linii de tren, tramvai sau metrou pe firul electric aerian, care permite trecerea vehiculului de pe o linie pe alta. Alte denumiri folosite sunt: inimă de încrucișare; șine intermediare sau dispozitiv de manevrare.

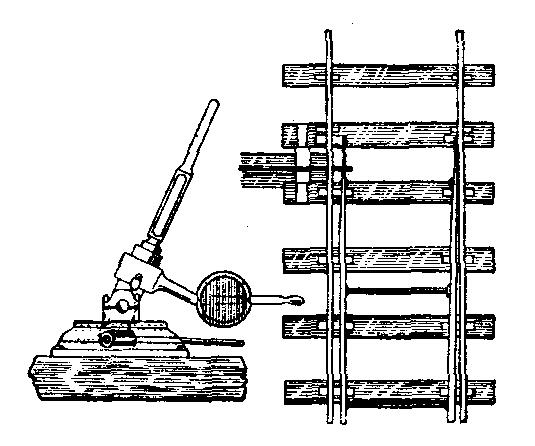
Ac de macaz

Acul de macaz este un organ mobil al unui macaz, în formă de pană, articulat la capătul neascuțit (călcâiul acului) și având rolul de a ghida roțile vehiculelor de cale ferată atunci când trebuie mutate de pe o linie pe alta.
Cel mai simplu și mai des folosit dispozitiv este schimbătorul de cale simplu sau asimetric. Acesta se montează numai pe o linie în aliniament, deoarece are o direcție dreaptă și una de abatere. Unghiul de deviere este unghiul format de cele două direcții.